# Brates (Boimorto)
Brates (llamada oficialmente San Pedro de Brates) es una parroquia española del municipio de Boimorto, en la provincia de La Coruña, Galicia.

## Entidades de población
Entidades de población que forman parte de la parroquia:
- Bertomil
- Carballido
- Casal (O Casal)
- Fontao
- Nogaredo
- Pazo (O Pazo)
- Sixto (Sisto)
- Barral
- Pena
- Pencellas
- Pousada
- Valado
- Vieiro

## Demografía
| Gráfica de evolución demográfica de Brates entre 2000 y 2018 |
|                                                              |
| Datos según el nomenclátor publicado por el INE.             |